# Loena 1970A
Loena 1970A of Loena E-8-5 no 405, of Loena Ye-8-5 No.t405,  was een ruimtesonde van de Sovjet-Unie die in 1970 verloren ging bij de lancering. Het was een 5600 kg zwaar ruimtescheepje van de Loena YE-8 5 serie; de vijfde van de acht die er gebouwd zijn , met de bedoeling een zachte landing plaats te doen vinden en beladen met maanstof terug te kern naar de aarde.
Deze Loena is gelanceerd op 6 februari 1970 om 04:16:06 UTC met een Proton-K 8K78K draagraket met als bovenste trap een Blok-D, vanaf Kosmodroom Bajkonoer, site  81/23. NASA trok terecht de conclusie dat het de bedoeling was geweest een bodemmonster op te halen. 
Loena 1958A · Loena 1958B · Loena 1958C · Loena 1 · Loena 1959A · Loena 2 · Loena 3 · Loena 1960A · Loena 1960B · Spoetnik 25 · Loena 1963B · Loena 4 · Loena 1964A · Loena 1964B · Kosmos 60 · Loena 1965A · Loena 5 · Loena 6 · Loena 7 · Loena 8 · Loena 9 · Kosmos 111 · Loena 10 · Loena 11 · Loena 12 · Loena 13 · Loena 1968A · Loena 14 · Loena 1969A · Loena 1969C · Loena 15 · Kosmos 300 · Kosmos 305 · Loena 1970A · Loena 16 · Loena 17 · Loena 18 · Loena 19 · Loena 20 · Loena 21 · Loena 22 · Loena 23 · Loena 1975A · Loena 24 · Loena 25 · Loenochod